# Talia Zucker
Talia Zucker là một nữ diễn viên người Úc.

## Tiểu sử
Cô thủ vai Claire Jardine trong loạt phim Dirt Game của ABC cùng với Joel Edgerton và Gerald Lepkowski năm 2009. Cô xuất hiện với vai trò khách mời trong bộ phim truyền hình City Homicide của Úc và thủ vai chính trong loạt phim thiếu nhi Scooter: Secret Agent và Legacy of the Silver Shadow. 
Cô thủ vai nhân vật Erin Perry trong vở kịch xà phòng Neighbours năm 2003 và xuất hiện trong loạt phim nổi tiếng của Úc Blue Heelers. Cô thủ vai Sarah Wicks trong bộ phim Ned Kelly có sự tham gia của Heath Ledger. 
Năm 2008, Talia tham gia vào bộ phim Lake Mungo do Joel Anderson đạo diễn trong vai Alice Palmer.
Năm 2018, cô đã tự mình chỉ đạo sản xuất bộ phim ngắn đầu tiên.

## Sự nghiệp điện ảnh
| Năm  | Phim         | Vai diễn     | Ghi chú     |
| ---- | ------------ | ------------ | ----------- |
| 2003 | Ned Kelly    | Sarah Wicks  | phim ra mắt |
| 2008 | Lake Mungo   | Alice Palmer |             |
| 2018 | Afterwards   | Đạo diễn     | phim ngắn   |
| 2019 | Child        | Đạo diễn     | phim ngắn   |
| 2020 | Motel Acacia | Cathy        |             |

### Loạt phim
| Năm  | Loạt phim                      | Vai diễn       |
| ---- | ------------------------------ | -------------- |
| 2001 | Legacy of the Silver Shadow    | Dina           |
| 2003 | Neighbours                     | Erin Perry     |
| 2003 | Scooter: Secret Agent          | Melanie        |
| 2003 | Blue Heelers                   | Melissa Watson |
| 2007 | City Homicide                  | Jacqui Quinn   |
| 2009 | Dirt Game                      | Claire Jardine |
| 2011 | Killing Time                   | Candy          |
| 2012 | Miss Fisher's Murder Mysteries | Nina Aliyena   |

## External links
- Talia Zucker trên IMDb